# Juan Carlos Lemus
Juan Carlos Lemus García (Pinar del Río tartomány, 1965. május 6. –) olimpiai bajnok kubai amatőr ökölvívó.

## Eredményei
- 1987-ben aranyérmes a pánamerikai játékokon nagyváltósúlyban.
- 1991-ben aranyérmes a pánamerikai játékokon nagyváltósúlyban.
- 1991-ben világbajnok nagyváltósúlyban.
- 1992-ben olimpiai bajnok nagyváltósúlyban.